# Acipimox
Fármaco hipolipemiante derivado del ácido nicotínico.

## Indicaciones
Hiperlipidemias de tipo IIb y IV de pacientes sin una respuesta adecuada a la dieta y otras medidas adecuadas.

## Contraindicaciones
- Relativas:Insuficiencia renal.
- Absolutas: úlcera péptica, embarazo y lactancia

## Reacciones Adversas
- Dermatológicas:vasodilatación, rubefacción, picor, erupción, urticaria, eritema;
- Digestivas: pirosis, dolor epigástrico, náuseas, diarrea,
- Neurológicas: cefalea, malestar,
- Oftalmológicas: sequedad ocular;
- Otras: angioedema, broncoespasmo, anafilaxia.